# 有明高等学校 (熊本県)
有明高等学校（ありあけこうとうがっこう）は、熊本県荒尾市増永にある私立高等学校である。

## 設置学科
- 普通科
  - 特進コース
  - 総合コース
- スポーツ総合コース(男子のみ)
- 機械科（男子のみ）
- 電気情報科（平成21年度より男女共学制）
- 福祉科
- 看護学科（平成21年度より男女共学制）
  - 看護専攻科（同上）

## 沿革
- 1961年 - 有明商業高等学校として開校
- 1971年 - 有明高等学校と改称

## 著名な出身者
- 浅田将汰 - プロ野球選手